# Lifestyle (Jason Derulo)
Lifestyle is een nummer van de Amerikaanse zanger Jason Derulo en Maroon 5-zanger Adam Levine uit 2021.
In het nummer zingen Derulo en Levine hoe ze proberen in contact te komen met een vrouw die er een dure levensstijl op nahoudt. "Lifestyle" was met een 74e positie in de Billboard Hot 100 (nog) niet heel succesvol in Amerika. In de Nederlandse Top 40 kende het nummer wel succes; daar bereikte het de 17e positie. In Vlaanderen behaalde het nummer de 48e positie in de Tipparade.